# Cyathocline
Cyathocline é um género botânico pertencente à família Asteraceae.